# Alexander Blomqvist (professor)
Alexander Blomqvist, född 1796, död 1848, var professor i lärdomshistoria vid Kejserliga Alexanders Universitetet i Helsingfors samt redaktör för Finlands Allmänna Tidning från 1826 till 1848. Han var oäkta son till brukspatronen Alexander Magnus Sederholm (1775–1830) från Helsingfors och tjänarinnan Anna Catharina (Cajsa) Nyberg. Han var far till sju barn, bland dem Elisabeth Blomqvist och Anton Gabriel Blomqvist. Han var morfar till konstnären Helena Westermarck och sociologen Edward Westermarck.

## Karriär
Alexander Blomqvist studerade vid Borgå gymnasium och blev student 1815. Han promoverades till filosofie magister (ultimus) vid akademin i Åbo 1819 och blev år 1823 docent i grekisk litteratur. Från 1828 hade han tjänsten som vice bibliotekarie för universitetsbiblioteket och han utsågs från år 1845 till bibliotekets bibliotekarie. Vicebibliotekarietjänsten var förenad med en adjunktur i lärdomshistoria med föreläsningsskyldighet. År 1838 utsågs Blomqvist även till professor i lärdomshistoria. Då universitetet flyttade till Helsingfors efter Åbo brand (1827) flyttade även Blomqvist till Helsingfors.
Alexander Blomqvist var ungdomskamarat med den finske etnografen och språkforskaren Anders Johan Sjögren och brevväxlade flitigt med denne. Han skrev även en dagbok under sin studietid. Dagboken och breven finns bevarad i Helsingfors universitetsbiblioteks samlingar.

## Verk
- De principio methodi ethnographicæ in Historia litteraria universali adhibendae schediasma [Om tillämpningen av den etnografiska metodens principer på den allmänna litteraturhistorie],1838.
- Quæ ab Aeschylo accesserunt momenta tragoediæ Græcæ, secundum Aristotelem in libro poêtices C. IV examinans, 1823.